# Sierra de Minas Viejas
Sierra de Minas Viejas är en bergskedja i Mexiko.   Den ligger i delstaten Nuevo León, i den centrala delen av landet, 800 km norr om huvudstaden Mexico City.
Sierra de Minas Viejas sträcker sig 33 kilometer i sydostlig-nordvästlig riktning. Den högsta toppen är Cerro Tía Chena, 2 625 meter över havet.
Topografiskt ingår följande toppar i Sierra de Minas Viejas:
- Cerro el Pastor
- Cerro Tía Chena